# Millicent Airport
Millicent Airport är en flygplats i Australien. Den ligger i kommunen Wattle Range och delstaten South Australia, omkring 330 kilometer sydost om delstatshuvudstaden Adelaide.
Runt Millicent Airport är det mycket glesbefolkat, med 7 invånare per kvadratkilometer.. Närmaste större samhälle är Millicent, nära Millicent Airport. 
Trakten runt Millicent Airport består till största delen av jordbruksmark. Genomsnittlig årsnederbörd är 870 millimeter. Den regnigaste månaden är juli, med i genomsnitt 146 mm nederbörd, och den torraste är februari, med 14 mm nederbörd.